# Richard Julius Pumphrey
Richard Julius Pumphrey (* 3. September 1906 in Kensington, London; † 25. August 1967 in Bebington), in Publikationen meist R. J. Pumphrey, war ein britischer Zoologe.

## Leben
Pumphrey war der einzige Sohn von Julius Pumphrey und seiner in Neuseeland geborenen Frau Alice Lilian Pumphrey, geborene Towgood. Sein Vater, ein Regenschirmhersteller, stammte aus einer Quäkerfamilie in Worcestershire; seine Mutter war als Kind nach Kent gezogen. Nach seinem Abschluss an der Arnold House School in London studierte Pumphrey von 1920 bis 1925 am Marlborough College. Dort weckte H. L. O. Fletcher sein Interesse an der englischen Sprache, und der Biologe Ashley Gordon Lowndes ermutigte ihn, die Landschaft von Wiltshire zu erkunden. Mit einem Stipendium konnte er anschließend am Trinity Hall College in Cambridge weiterstudieren. 1927 nahm er an einem der naturwissenschaftlichen Tripos teil und schloss diesen mit summa cum laude ab. Er beendete den zweiten Teil 1929 in Zoologie und vergleichende Anatomie mit Auszeichnung und er wurde mit dem Frank Smart Prize als bester Zoologe des Jahres ausgezeichnet. Pumphrey begann anschließend mit Forschungen in experimenteller Zellforschung in Cambridge, wo er sich mit der physikalischen Chemie der Oberflächenmembranen von Forelleneiern beschäftigte. 1931 wurde er mit einem Amy-Mary-Preston-Read-Stipendium ausgezeichnet und im folgenden Jahr erfolgte seine Promotion zum Doktor. Im Jahr 1934 forschte er mit einem Rockefeller-Stipendium an der University of Pennsylvania, wo er Erfahrungen in der Elektrophysiologie sammelte, die richtungsweisend für seine zukünftige Arbeit waren. Von 1936 bis 1939 hatte er ein Beit-Stipendium an der University of Cambridge.
In Cambridge lernte Pumphrey Sylvia Margaret Mills kennen, eine Forschungsstudentin in der Abteilung für Zoologie und Tochter des Chemikers William Hobson Mills (1873–1959). Sie heirateten 1933 in Chesterton, in der Nähe von Cambridge. Aus dieser Ehe gingen eine Tochter und zwei Söhne hervor.
Im Oktober 1939 wechselte Pumphrey zum Admiralty Surface Weapons Research Establishment in Portsdown Hill und 1941 zum Admiralty Signal Establishment in Witley. Dort leistete er einen wichtigen Beitrag zur Elektronik- und Radarentwicklung. Er entwickelte ein präzises Radar-Messgerät, für das er 400 £ vom Admiralty Awards Council erhielt. 1945 kehrte er nach Cambridge zurück, wo er mit Thomas Gold an der Biophysik des Gehörs, sowohl beim Menschen als auch bei höheren Wirbeltieren, arbeitete.
Auf dem vierten Symposium der Society for Experimental Biology im Jahr 1949, dem Jahr, in dem er von der University of Cambridge den Titel Doctor of Science erhielt, präsentierte er eine bedeutende Abhandlung zum Thema Gehör. Zwischen 1947 und 1949 war er stellvertretender Forschungsleiter in der Zoologie. 1949 wurde Pumphrey zum Professor für Zoologie an der University of Liverpool ernannt. Während seiner Amtszeit war er sowohl Dekan als auch Vorsitzender der naturwissenschaftlichen Fakultät und engagierte sich auch in nationalen Gremien, darunter in den Vorständen der Marine Biological Association und der Society for Experimental Biology. Trotz seiner Lehr- und Verwaltungsaufgaben setzte Pumphrey seine eigenen Forschungen über die Sinnesorgane und das zentrale Nervensystem der Tiere fort. Er erweiterte das Wissen über die Zwischenzone zwischen Tastsinn und Gehör und er stellte eine Theorie der Frequenzmodulation im Gehör- und im Sehsinn von Insekten auf, die die Fähigkeit von Heuschrecken und Grillen erklärt, die Laute ihrer eigenen Art zu erkennen. Ein wesentlicher Teil dieser Forschung wurde mit Geräten durchgeführt, die Pumphrey selbst konstruiert hatte. Später arbeitete er zusammen mit A. F. Rawdon-Smith an der Konstruktion von fortschrittlicheren Geräten, die in der Elektrophysiologie weit verbreitet waren.
Pumphrey wurde 1950 zum Mitglied der Royal Society gewählt.

## Schriften (Auswahl)
- R. J. Pumphrey, Thomas Gold: Transient reception and the degree of resonance of the human ear. In: Nature, 1947, Band 160, Nr. 4056, S. 124–125, bibcode:1947Natur.160..124P, doi:10.1038/160124b0, ISSN 0028-0836.
- R. J. Pumphrey, Thomas Gold: Hearing. I. The Cochlea as a Frequency Analyzer. In: Proceedings of the Royal Society, Series B, Biological Sciences, 1948, Band 135, Nr. 881, S. 462–491, bibcode:1948RSPSB.135..462G, doi:10.1098/rspb.1948.0024, ISSN 0080-4649.
- R. J. Pumphrey: The sense organs of birds. In: Ibis, 1948, 90, S. 171–199.
- R. J. Pumphrey: Sensory organs: Hearing. In: A.J. Marshall (Hrsg.): Biology and Comparative Physiology of Birds. Band 2. Academic Press, 1961, S. 69–86.